# Amerika-Haus (München)

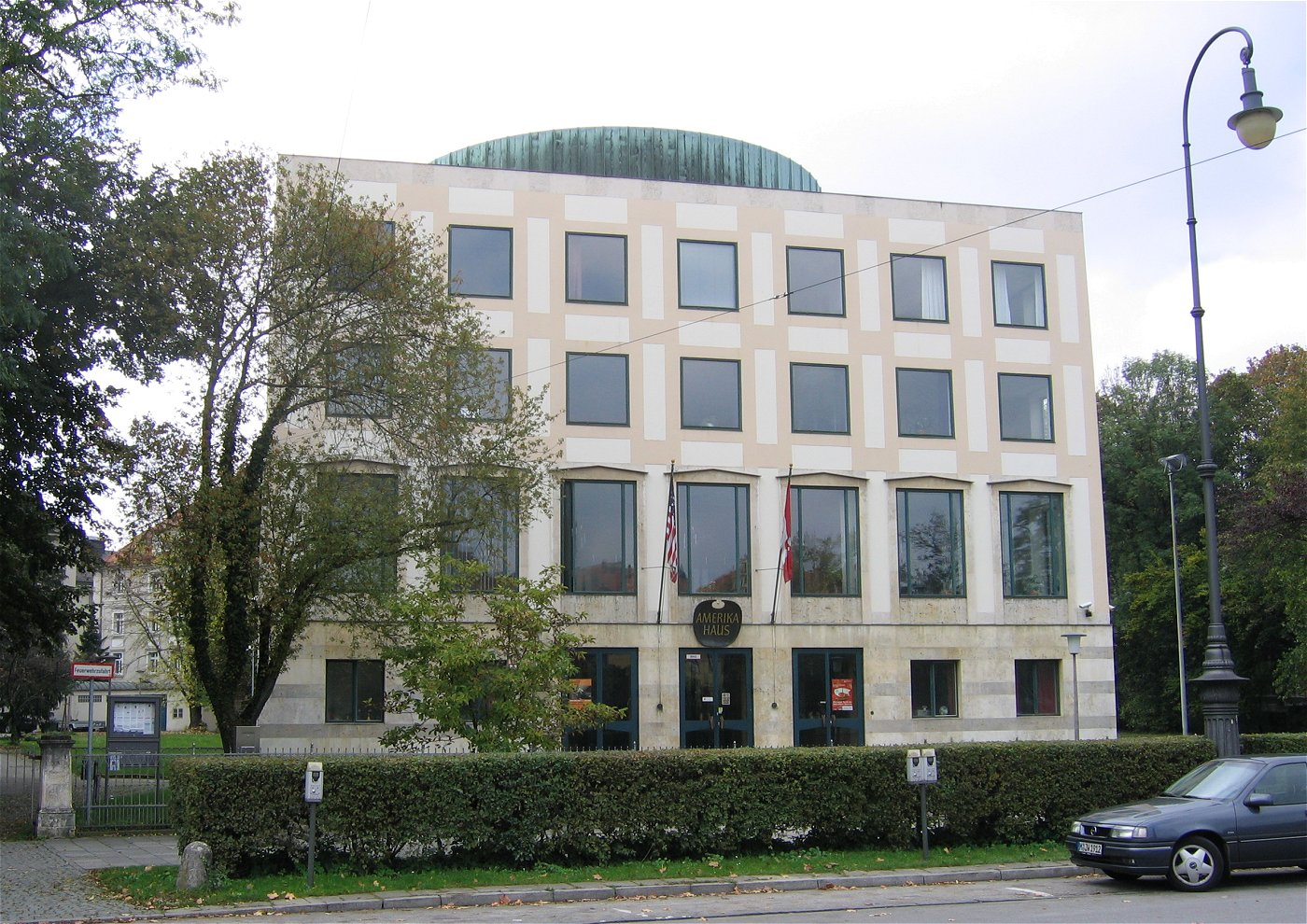
Amerikahaus, München

Das Amerikahaus ist eine Kulturinstitution am Karolinenplatz im Kunstareal München, die 1948 als Amerika-Haus eröffnet wurde.

## Beschreibung
Das Amerikahaus bietet Informationen zu Themen über Kanada und den Vereinigten Staaten von Amerika in Form von Vorträgen, Diskussionen, Seminaren, Ausstellungen, Konzerten, Literaturlesungen, Filmen und Theateraufführungen in englischer Sprache. Im Jahr werden über 200 Veranstaltungen organisiert, die ca. 50.000 Besucher anziehen.
Die Bibliothek hat einen umfangreichen Bestand an englischsprachigen Büchern, Zeitschriften, Videos, DVDs und Datenbanken. Sie organisiert zudem Lehrerfortbildungen und Seminare für Schüler.
Die Austausch- und Studienberatung hilft allen, die Informationen über Austauschprogramme mit den USA bzw. Kanada suchen.
Darüber hinaus haben die Bayerische Amerika-Akademie als Organisation der Amerika-Wissenschaftler an bayerischen Hochschulen und Forschungsinstituten sowie der Amerikahaus Verein e. V. als Fördererverein ihren Sitz im Amerikahaus.
Die Wirtschaftsvertretungen der US-Staaten Florida, Georgia und West Virginia, das American Chamber of Commerce Bavarian Chapter, die American Drama Group und die Gesellschaft für Außenpolitik unterhalten ebenfalls Büros im Amerikahaus.

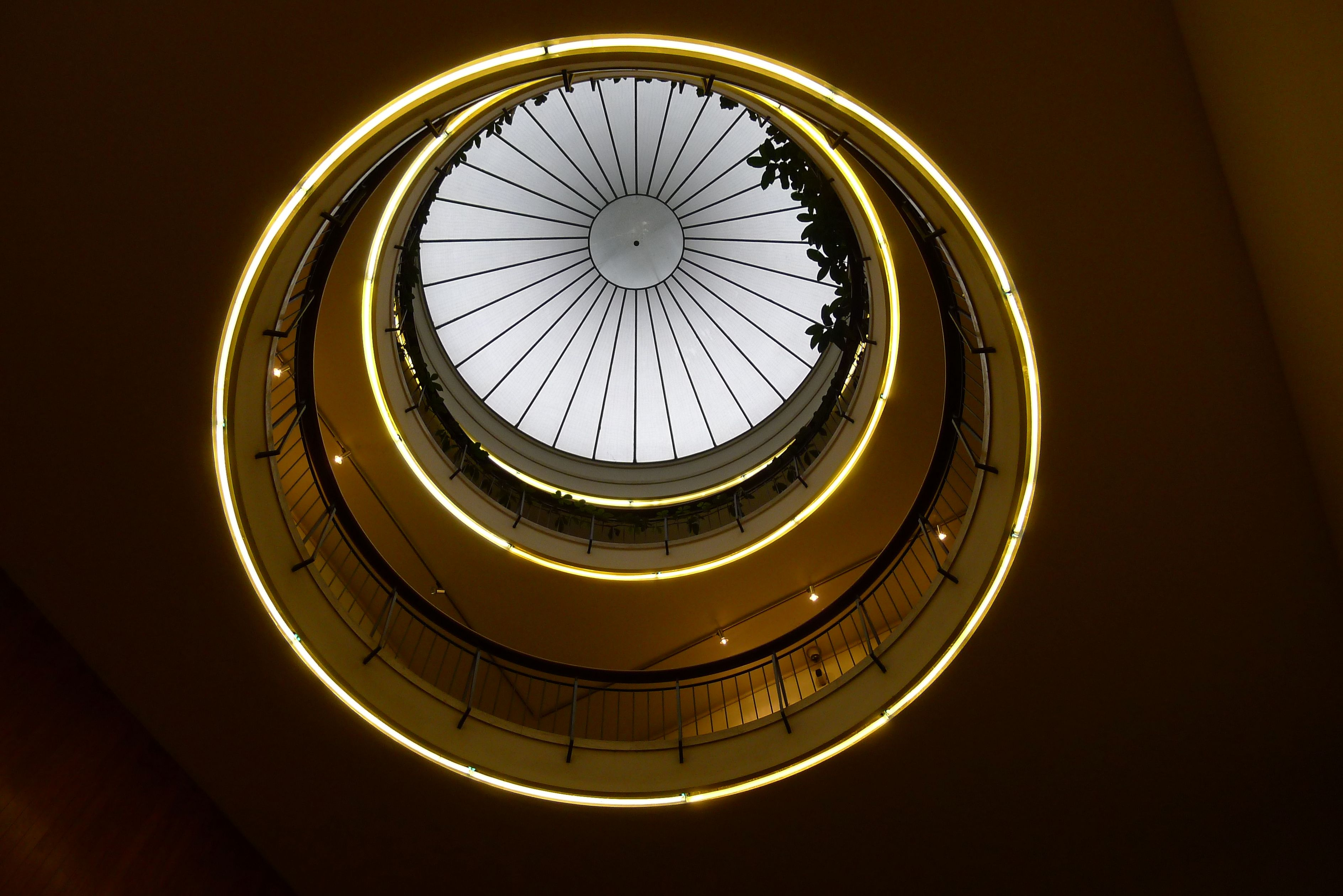
Glaskuppel im Innenraum

## Geschichte
Nachdem am 30. April 1945 die US-Armee München vom Nationalsozialismus befreit hatte, wurde im Rahmen der Reeducation im Oktober 1945 der American Reading Room als weltweit erste amerikanische Bibliothek dieser Art in der Medizinischen Lesehalle am Beethovenplatz eröffnet. Ab Januar 1946 wurde die Institution von ihrem Direktor Stefan P. Munsing für die Allgemeinheit geöffnet. Ziel war es, den Münchnern die Demokratie über das Beispiel Amerika näher zu bringen. Am 12. Juli 1948 öffnete das Amerika-Haus dann im ehemaligen Führerbau an der Arcisstraße. Die Vorträge von T. S. Eliot 1948, Thornton Wilder (1953 und 1954) und William Faulkner (1955) wurden begeistert aufgenommen. Wilder erinnerte sich: „Selten habe ich eine freundschaftlichere Atmosphäre empfunden, als bei den zwei Gelegenheiten, bei denen ich den Vorzug genoß, zum Publikum des Münchner Amerika-Hauses zu sprechen.“ (Festschrift 10 Jahre Amerika-Haus München, München 1956, S. 1)
Früh fanden wegweisende Kunstausstellungen statt: „Gegenstandslose Malerei in Amerika“ in Zusammenarbeit mit Hilla von Rebay
(1948), „Zeitgenössische Graphik aus den USA“ (1949), „Kunstschaffen in Deutschland“ (1949), „Moderne Internationale Graphik“ (1953), „Internationale Frauenbiennale 1953.“
1951 präsentierte die Schau „Amerikanische Malerei in der Galerie des Amerika Hauses München“ 55 Gemälde sowie 65 graphische Blätter von 25 Zeitgenossen – darunter Edward Hopper, Georgia O’Keeffe, Robert Motherwell, Jackson Pollock, Mark Rothko, Ben Shahn und Charles Sheeler.
Die Zeit schreibt am 26. Januar 1950 über das Haus: „Aber in München sind es die Kinder, die allen Grund haben, die Amerikaner zu lieben: sie haben im ‚Amerika-Haus‘ eine Bibliothek, Filmvorstellungen, Märchenstunden und Sing- und Spielkreise für die Kinder eingerichtet, die niemand mehr missen möchte.“
1957 wurde das heutige Gebäude, nach Plänen der Architekten Karl Fischer und Franz Simm erbaut, auf dem Gelände des kriegszerstörten Lotzbeck-Palais am Karolinenplatz bezogen. Das denkmalgeschützte Gebäude zeichnet sich durch großzügige Freiflächen, ein Atrium mit kreisförmigen Öffnungen über alle Stockwerke und einen anschließenden Theaterbau mit 500 Plätzen aus.
Nach dem Fall des Ostblocks wurde die United States Information Agency, die Trägerin des Hauses, Ende der 1990er Jahre aufgelöst. Die US-Regierung schloss daraufhin viele der Amerika-Häuser, 1997 auch das in München. Auf Initiative des ehemaligen Programmdirektors Christoph Peters und mit Unterstützung der bayerischen Staatsregierung übernahm das neu gegründete Bayerisch-Amerikanische Zentrum im Amerika Haus e. V. (abgekürzt: BAZ) 1998 als Trägerverein die Leitung.
Das BAZ wurde durch Zuwendungen des Freistaats Bayern, durch Spenden von Privatpersonen, Vereinen, Firmen und der Landeshauptstadt München sowie Zuschüsse der US-Regierung finanziert. Durch Vergabe von Räumen für Veranstaltungen erwirtschaftete es zusätzliche Einnahmen.

## Sanierung
Das bayerische Kabinett beschloss in der Sitzung am 3. August 2011 die Renovierung des Amerikahauses. Das Gebäude sollte von der Deutschen Akademie der Technikwissenschaften übernommen und genutzt werden. Im Zuge dieses Vorhabens wurde im November 2013 die Stiftung Bayerisches Amerikahaus gGmbH – Bavarian Center for Transatlantic Relations gegründet, deren Geschäftsführung Meike Zwingenberger übernahm. Von 2016 bis 2020 wurde das Amerikahaus-Gebäude am Karolinenplatz 3 generalsaniert. Die Einrichtung war für die Zeit der Sanierungsarbeiten in die Barer Straße 19a gezogen.
Die Staatsregierung lenkte nach großen Protesten jedoch ein, so dass 2020 die Eröffnung des renovierten Amerikahauses gefeiert werden konnte.